# Гліна (Молдова)
Гліна (рум. Hlina) — село в Молдові в Бричанському районі. Утворює окрему комуну.
Згідно з переписом населення 2004 року кількість українців - 27 осіб (2,5%).

## Населення

### Національність
Розподіл населення за національністю за даними перепису 2014 року:
| Мова             | Відсоток |
| ---------------- | -------- |
| молдовани/румуни | 96,67%   |
| українці         | 2,57%    |
| росіяни          | 0,67%    |
| гагаузи          | 0,1%     |